# 纪晓岚故居
39°53′19″N 116°22′52″E / 39.88859°N 116.38112°E
纪晓岚故居位于北京珠市口西大街241号。原为清朝雍正年代兵部尚书兼陕甘总督岳钟琪的故居。纪晓岚在这里住了两个阶段，分别是从11岁到39岁，和从48岁到80岁，前后共计六十多年，阅微草堂是纪晓岚给自己的居所起的雅号，在此写下了《阅微草堂笔记》。

## 结构

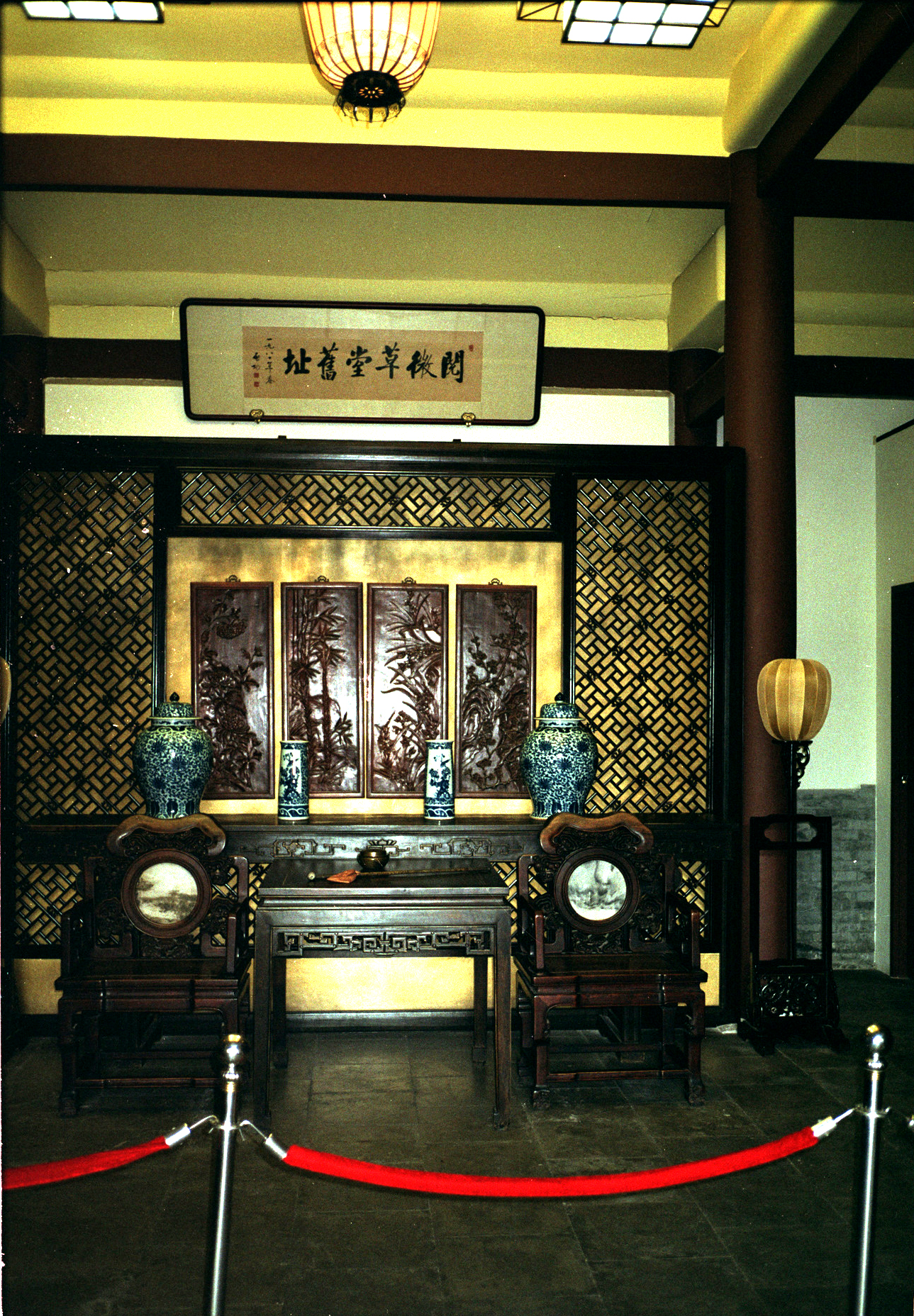
阅微草堂

纪晓岚故居位于北京市西城区虎坊桥东北角，珠市口西大街241号，为清式砖木结构，其布局为坐北朝南，临街大门为硬山顶吉祥如意式门楼，位于整个住宅的东南角。故居为四进院落，与大门洞相连接的西侧南房为四间开门的“倒座”。纪晓岚在《阅微草堂笔记》卷十五《姑妄听之（一）》中写道：“余虎坊桥宅，为威信公故第，厅事偏东，石高七八尺，云是雍正中造宅时所赐，亦移自兔儿山者。南城所有太湖石，此为第一。余又号孤石老人，盖以此云。”
阅微草堂原东小院的北屋门上悬挂着“阅微草堂”的匾额，后来被直隶会馆取走。院中有纪文达公亲手种下的海棠、紫藤依然生长茂盛，至今每逢春天清香四溢。纪晓岚曾在《阅微草堂笔记》中写道：“藤今尤在，其架用栋梁之材，始能支柱。其荫覆厅事一院，其蔓旁引，又覆西偏书室一院。花时紫云垂地，香气袭人。”

## 历史
纪晓岚去世后，这里的房产几经易主，直隶会馆、梅兰芳、张伯驹、肖长华、刘少白等人都曾购置过这里的房产，梅兰芳还在这里开办过国剧学会和国剧传习所，曾为京剧富连成科班的宿舍。
1949年后，这里先后为民主建国会总部、宣武区党校所在地。1959年10月，在当时北京市长彭真创导下，山西口味的晋阳饭庄在此开业。因曾是纪晓岚的故居，吸引了许多文人墨客来这里聚会抒怀，老舍、臧克家、曹禺等人也常于此聚会、赏古藤。故居二进院原来有两棵海棠树，相传也是纪晓岚亲手所植，文化大革命时被砍掉一棵。传说纪晓岚植下这两棵海棠，是为了寄托对少年恋人文鸾的思念：“憔悴幽花剧可怜，斜阳院落晚秋天；词人老大风情减，犹对残花一怅然。”
1986年，纪晓岚故居被列入宣武區（已并入西城區）文物保护单位。许多国际友人也喜欢到这里体会浓厚的人文特色，美国前总统乔治·赫伯特·沃克·布什、前国务卿舒尔茨、鲍威尔等人都曾到此用餐，品尝特色的香酥鸭。
2000年时，正逢北京的两广路改造工程，位于虎坊桥的纪晓岚故居面临了拆毁的命运。经专家学者上书政府，广泛呼吁，主路绕开了故居。2002年初，晋阳饭店由故居院内迁移至东侧的小楼，市政府投资重修了草堂，并建立纪晓岚故居对外开放，2003年，紀曉嵐故居被列入北京市文物保護單位。